# Emperador Cheng de Han
Han Chengdi (Wade-Giles: Han Ch'êngti, nacido en 51 a. C. y muerto en 7 a. C.) fue un emperador de la Dinastía Han de China. Reinó de 33 a. C. a 7 a. C.
Bajo su reinado, el imperio Han prosiguió su decadencia, mientras que el clan Wang continuó su control sobre el poder. Este emperador murió después de un reinado de 26 años y fue reemplazado por su sobrino. Fue enterrado en Han Yanling (漢延陵), cerca de la actual Xianyang en Shaanxi.
Su sobrino Liu Xin (劉欣) le sucedió bajo el nombre de Emperador Ai de Han.